# Rupert Hollaus
Rupert Hollaus (Traisen, 4 settembre 1931 – Monza, 11 settembre 1954) è stato un pilota motociclistico austriaco.
Nel motomondiale ha vinto 5 gran premi e nel 1954 si è laureato campione del mondo nella classe 125.

## Carriera

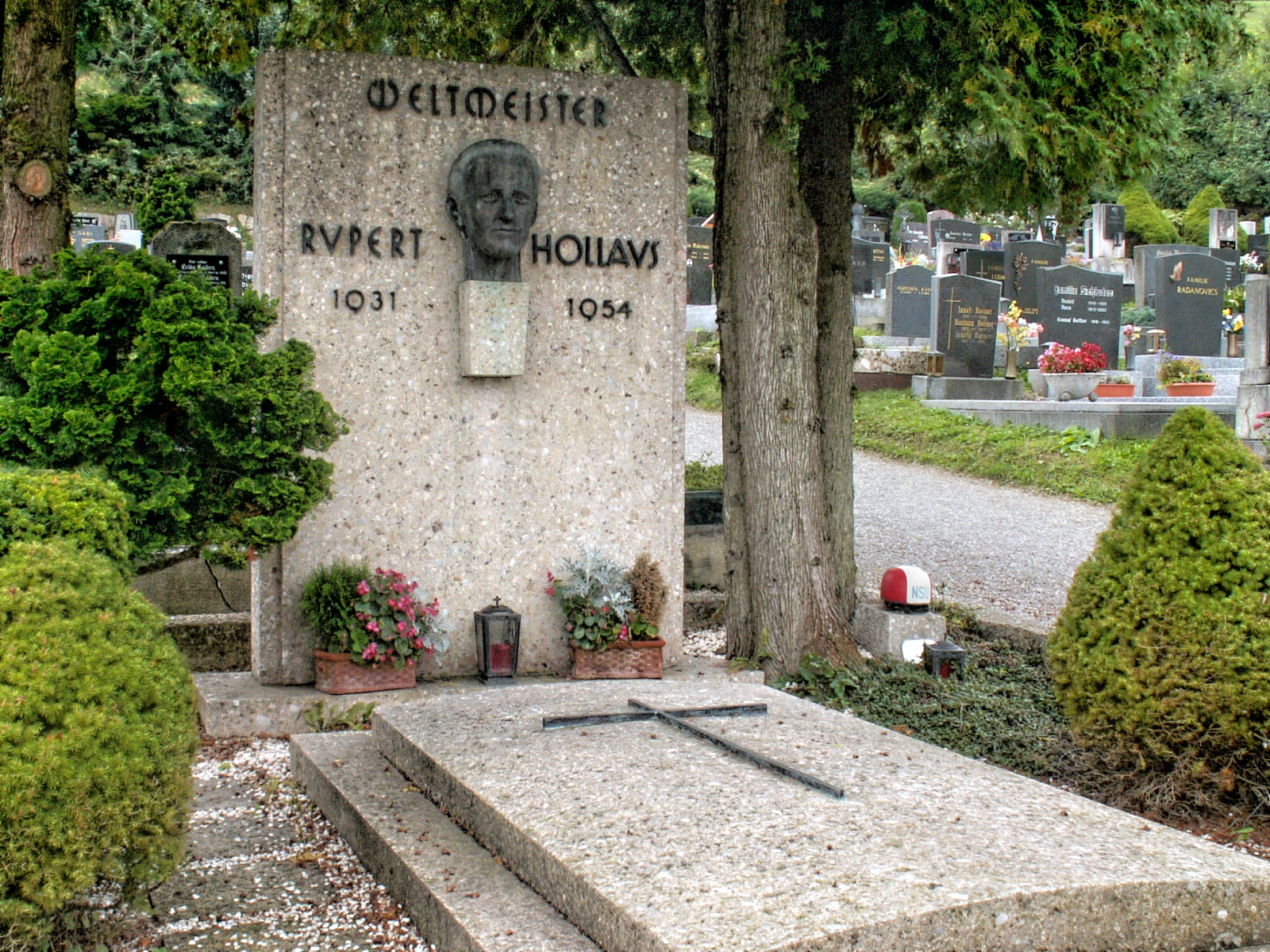
La tomba di Hollaus.

Dopo aver iniziato a competere nel 1949 in varie gare non titolate per il mondiale, guidando moto di varie marche e cilindrate, registrò le sue prime sporadiche presenze a partire dal motomondiale 1952, facendosi notare dalla NSU che gli offrì un contratto per la stagione 1954.
In particolar modo nella classe di minor cilindrata si rivelò imbattibile, conquistando 4 vittorie consecutive nei primi 4 Gran Premi dell'anno, ma anche nella Classe 250 i suoi risultati furono di rilievo, tanto che la classifica finale dell'anno lo vide al secondo posto assoluto alle spalle di Werner Haas.
Avendo già conquistato matematicamente il titolo iridato dopo i 4 successi, Hollaus trovò però la morte durante le prove del GP delle Nazioni sull'Autodromo di Monza e, di conseguenza, il titolo gli venne assegnato postumo.

## Risultati nel motomondiale

### Classe 125
| 1953 | Classe | Moto |  |  |    |  |    |  |    |  |   | Punti | Pos. |
| ---- | ------ | ---- |  |  | -- |  | -- |  | -- |  | - | ----- | ---- |
| 1953 | 125    | NSU  |  |  | NE |  | NE |  | NE |  | 3 | 4     | 9º   |

| 1954 | Classe | Moto |    |   |   |    |   |   |    |    |  | Punti | Pos. |
| ---- | ------ | ---- | -- | - | - | -- | - | - | -- | -- |  | ----- | ---- |
| 1954 | 125    | NSU  | NE | 1 | 1 | NE | 1 | 1 | NE | NP |  | 32    | 1º   |

| Legenda | 1º posto        | 2º posto            | 3º posto            | A punti      | Senza punti        | Grassetto – Pole position Corsivo – Giro più veloce |
| Legenda | Gara non valida | Non qual./Non part. | Ritirato/Non class. | Squalificato | '-' Dato non disp. | Grassetto – Pole position Corsivo – Giro più veloce |

### Classe 250
| 1952 | Classe | Moto       |  |  |  |    |  |  |    |    |  | Punti | Pos. |
| ---- | ------ | ---------- |  |  |  | -- |  |  | -- | -- |  | ----- | ---- |
| 1952 | 250    | Moto Guzzi |  |  |  | NE |  |  | 17 | NE |  | 0     |      |

| 1953 | Classe | Moto       |  |  |    |   |    |  |  |  |   | Punti | Pos. |
| ---- | ------ | ---------- |  |  | -- | - | -- |  |  |  | - | ----- | ---- |
| 1953 | 250    | Moto Guzzi |  |  | NE | 6 | NE |  |  |  | 7 | 1     | 15º  |

| 1954 | Classe | Moto |   |   |  |    |   |   |   |  |    | Punti | Pos. |
| ---- | ------ | ---- | - | - |  | -- | - | - | - |  | -- | ----- | ---- |
| 1954 | 250    | NSU  | 3 | 2 |  | NE | 2 | 2 | 1 |  | NE | 26    | 2º   |

| Legenda | 1º posto        | 2º posto            | 3º posto            | A punti      | Senza punti        | Grassetto – Pole position Corsivo – Giro più veloce |
| Legenda | Gara non valida | Non qual./Non part. | Ritirato/Non class. | Squalificato | '-' Dato non disp. | Grassetto – Pole position Corsivo – Giro più veloce |

### Classe 350
| 1953 | Classe | Moto   |  |  |  |    |  |  |   |  |    | Punti | Pos. |
| ---- | ------ | ------ |  |  |  | -- |  |  | - |  | -- | ----- | ---- |
| 1953 | 350    | Norton |  |  |  | NE |  |  | 8 |  | NE | 0     |      |

| Legenda | 1º posto        | 2º posto            | 3º posto            | A punti      | Senza punti        | Grassetto – Pole position Corsivo – Giro più veloce |
| Legenda | Gara non valida | Non qual./Non part. | Ritirato/Non class. | Squalificato | '-' Dato non disp. | Grassetto – Pole position Corsivo – Giro più veloce |